# Nicole Humbert
Nicole Humbert (Landau in der Pfalz, 5 februari 1972) is een voormalig atleet uit Duitsland.
Humbert was zeventien maal nationaal recordhouder bij het polsstokhoogspringen, en behaalde zeven maal een Europese record.
Indoor behaalde ze een wereldrecord en negen Europese records.
In 1998 werd Humbert tweede bij de Europese kampioenschappen polsstokhoogspringen.
Bij de Olympische Zomerspelen van Sydney in 2000 nam Humbert voor Duitsland deel aan het onderdeel polsstokhoogspringen.
Ze eindigde op de vijfde plaats.

## Persoonlijk record
| Onderdeel            | Resultaat | Jaar |
| -------------------- | --------- | ---- |
| polsstokhoogspringen | 4,51 m    | 2001 |

| Onderdeel            | Resultaat | Jaar |
| -------------------- | --------- | ---- |
| polsstokhoogspringen | 4,56      | 1999 |

- World Athletics: 14279381